# Motorówki hydrograficzne projektu MH111
Motorówki hydrograficzne projektu MH111 – seria pięciu, polskich pomocniczych jednostek pływających – motorówek hydrograficznych wybudowanych w Stoczni Marynarki Wojennej w Gdyni dla Marynarki Wojennej.

## Historia
W 1983 roku Oddział Zabezpieczenia Hydrograficznego Marynarki Wojennej (późniejszy Dywizjon Zabezpieczenia Hydrograficznego) miał w swoich strukturach dwie łodzie sondażowe Ł-3 oraz Ł-4 reprezentujące projekt 728, które zostały przeznaczone do wycofania z powodu znacznego zużycia technicznego. Dlatego w biurze projektowym Stoczni Marynarki Wojennej rozpoczęto prace projektowe nad opracowaniem nowego typu łodzi hydrograficznych, które zastąpiłyby stare jednostki projektu 728 oraz uzupełniłyby używane wówczas kutry projektu B447, oraz trzy duże okręty hydrograficzne – OORP „Arctowski”, „Heweliusz” oraz „Kopernik”. W 1984 roku w wyniku prac wybudowano pięć nowych motorówek hydrograficznych określonych jako projekt MH111. Dzięki temu pod koniec 1983 roku wycofano łodzie Ł-3 i Ł-4. Pierwsze trzy nowe jednostki projektu MH111 wprowadzono do służby 18 stycznia 1984 roku, zaś dwie pozostałe kolejno, 12 lipca 1984 oraz 24 października tego samego roku. Cztery jednostki weszły w skład Dywizjonu Zabezpieczenia Hydrograficznego (dZH MW) należącego do 3. Flotylli Okrętów w Gdyni, natomiast jedna w siły 42 Dywizjonie Pomocniczych Jednostek Pływających należącym do 8. Flotylli Obrony Wybrzeża w Świnoujściu. W latach dziewięćdziesiątych XX wieku jednostki przeszły modernizację, polegającą m.in. na wymianie urządzeń hydrolokacyjnych.

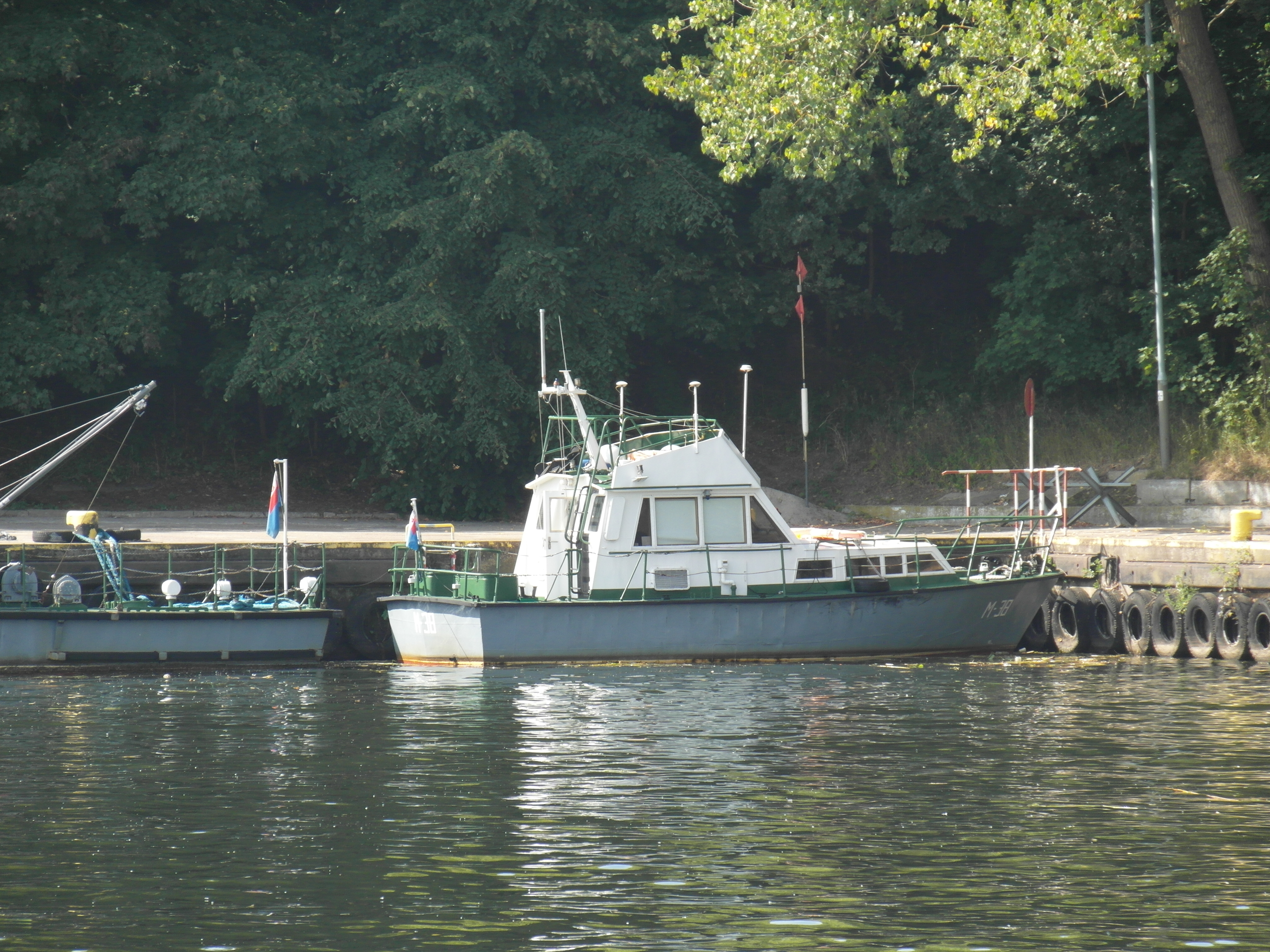
Jedną z motorówek w porcie w Kołobrzegu

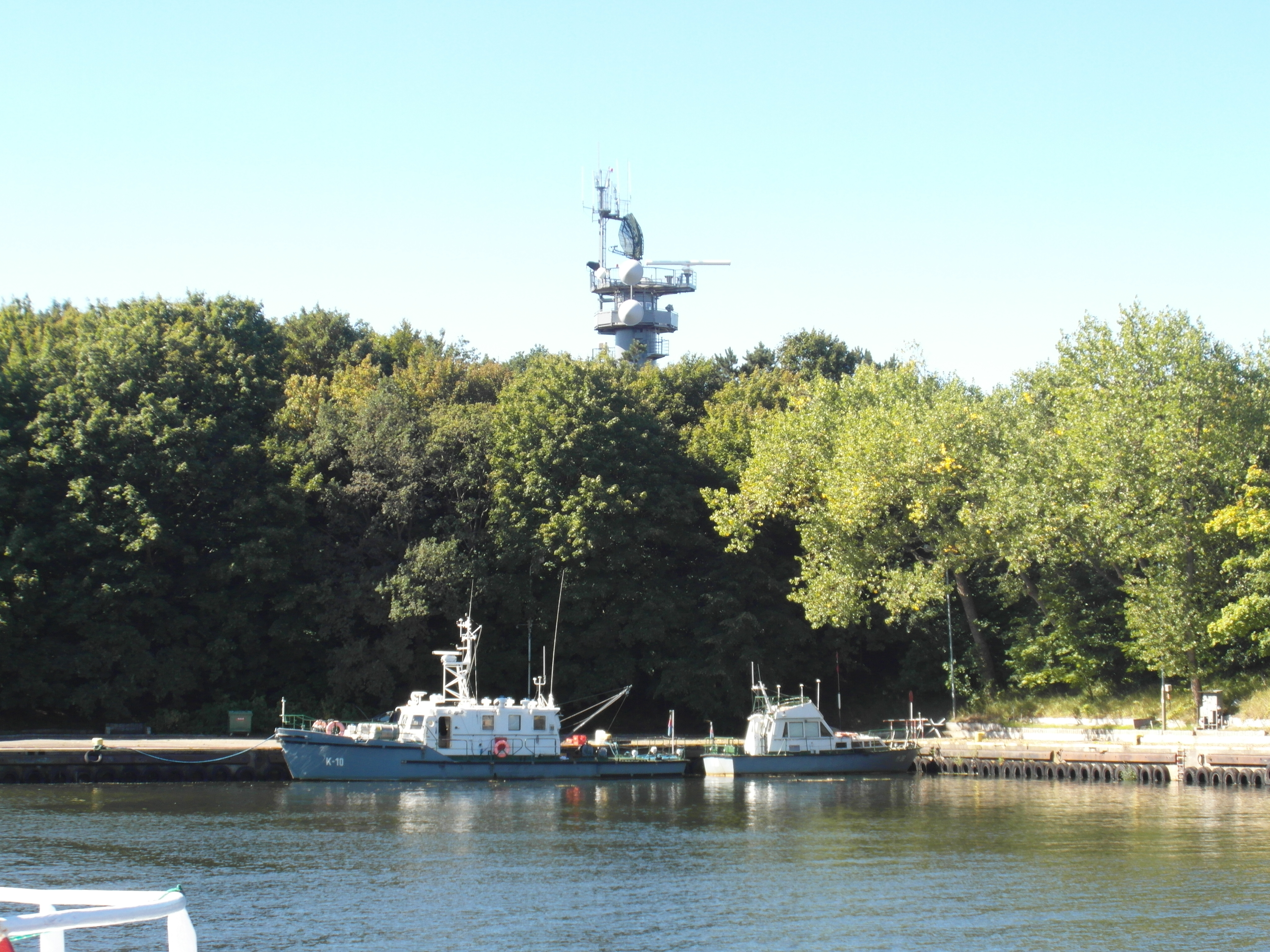
Motorówka M-38 oraz Kuter hydrograficzny projektu 4234 – K-10

Pierwszą jednostkę z serii – M-37 wycofano 10 października 2007 roku. Pozostałe motorówki MH111 wycofano z użycia w 2014 roku, natomiast opuszczenie bander jednostek służących w dZH MW nastąpiło 1 stycznia 2015 roku. Jednostki te przez blisko 31 lat służby przebyły łącznie 180 000 mil morskich w czasie prowadzenia prac sondażowych. 10 grudnia 2015 roku wycofano motorówkę M-35, służącą w 8. Flotylli Obrony Wybrzeża. Zostały one zastąpione przez cztery jednostki projektu Wildcat 40: MH-1, MH-2, MH-3 oraz MH-4.
Dodatkowo opracowano wariant cywilny oznaczono jako MH111/C, który trafił do instytucji cywilnych w liczbie 5 sztuk.
| Zestawienie motorówek hydrograficznych projektu MH111 | Zestawienie motorówek hydrograficznych projektu MH111 | Zestawienie motorówek hydrograficznych projektu MH111 | Zestawienie motorówek hydrograficznych projektu MH111 | Zestawienie motorówek hydrograficznych projektu MH111 |
| Nazwa                                                 | Wejście do służby                                     | Wycofanie ze służby                                   | Przynależność                                         | Port macierzysty                                      |
| ----------------------------------------------------- | ----------------------------------------------------- | ----------------------------------------------------- | ----------------------------------------------------- | ----------------------------------------------------- |
| M-37                                                  | 18 stycznia 1984                                      | 10 października 2007                                  | Dywizjon Zabezpieczenia Hydrograficznego              | Gdynia                                                |
| M-38                                                  | 18 stycznia 1984                                      | 1 stycznia 2015                                       | Dywizjon Zabezpieczenia Hydrograficznego              | Gdynia                                                |
| M-39                                                  | 18 stycznia 1984                                      | 1 stycznia 2015                                       | Dywizjon Zabezpieczenia Hydrograficznego              | Gdynia                                                |
| M-35                                                  | 12 lipca 1984                                         | 10 grudnia 2015                                       | 8 Flotylla Obrony Wybrzeża                            | Świnoujście                                           |
| M-40                                                  | 24 października 1984                                  | 1 stycznia 2015                                       | Dywizjon Zabezpieczenia Hydrograficznego              | Gdynia                                                |

## Konstrukcja
Motorówki hydrograficzne projektu MH111 to pomocnicze jednostki pływające o długości 10,9 m, szerokości 3,42 m oraz zanurzeniu wynoszącym 0,66 m. Jednostki te wypierają 9,7 tony. Załoga jednostek liczy od 5 do 8 marynarzy. Autonomiczność wynosi dwie doby.
Napęd stanowił zespół napędowy PZM Puck Rekin, składający się z silnika wysokoprężnego SW-400/MZ o mocy 95 KM przy 2200 obr./min napędzającego za pośrednictwem przekładni redukcyjno-nawrotowej R12.5 pojedynczą linię wału napędowego, zakończoną jedną, stałą, trójskrzydłową śrubą napędową. Tak skonfigurowana siłownia pozwalała osiągnąć prędkość wynoszącą 8,6 węzła oraz zasięg wynoszący 220 Mm.
Wyposażenie hydrograficzne jednostek składało się początkowo z echosondy typu 4501, natomiast w wyniku modernizacji z lat dziewięćdziesiątych XX wieku motorówki zyskały m.in. nowe echosondy i komputerowe systemy wspomagające prowadzenie prac hydrograficznych.